# Fáfila Lucides
Fáfila Lucides (1080–?) foi um nobre medieval português tendo sido alferes do conde Henrique de Borgonha e  4.º Senhor e governador das terras de Lanhoso, Póvoa de Lanhoso, Distrito de Braga entre os anos de 1110 a 1115.

## Relações Familiares
Foi filho de Lucídio Godins (1060 –?) e de uma senhora cujo nome a história desconhece.
Casou com Dórdia (ou Froilhe Viegas), senhora da Quinta do Lameiro (ou de Sequeiros) e filha de Egas Gomes Pais  de Penegate e de Sancha Mendes de Briteiros, de quem teve:
1. Godinho Fafes de Lanhoso "o Velho" casou com Ouroana (ou Gontinha) Mendes de Riba Douro, filha de D. Mem Moniz de Riba Douro e de D. Gontinha Mendes.
2. Egas Fafes de Lanhoso (1100 –?) casou com D. Urraca Mendes de Sousa, filha de D. Mem Viegas de Sousa e de Teresa Fernandes de Marnel.

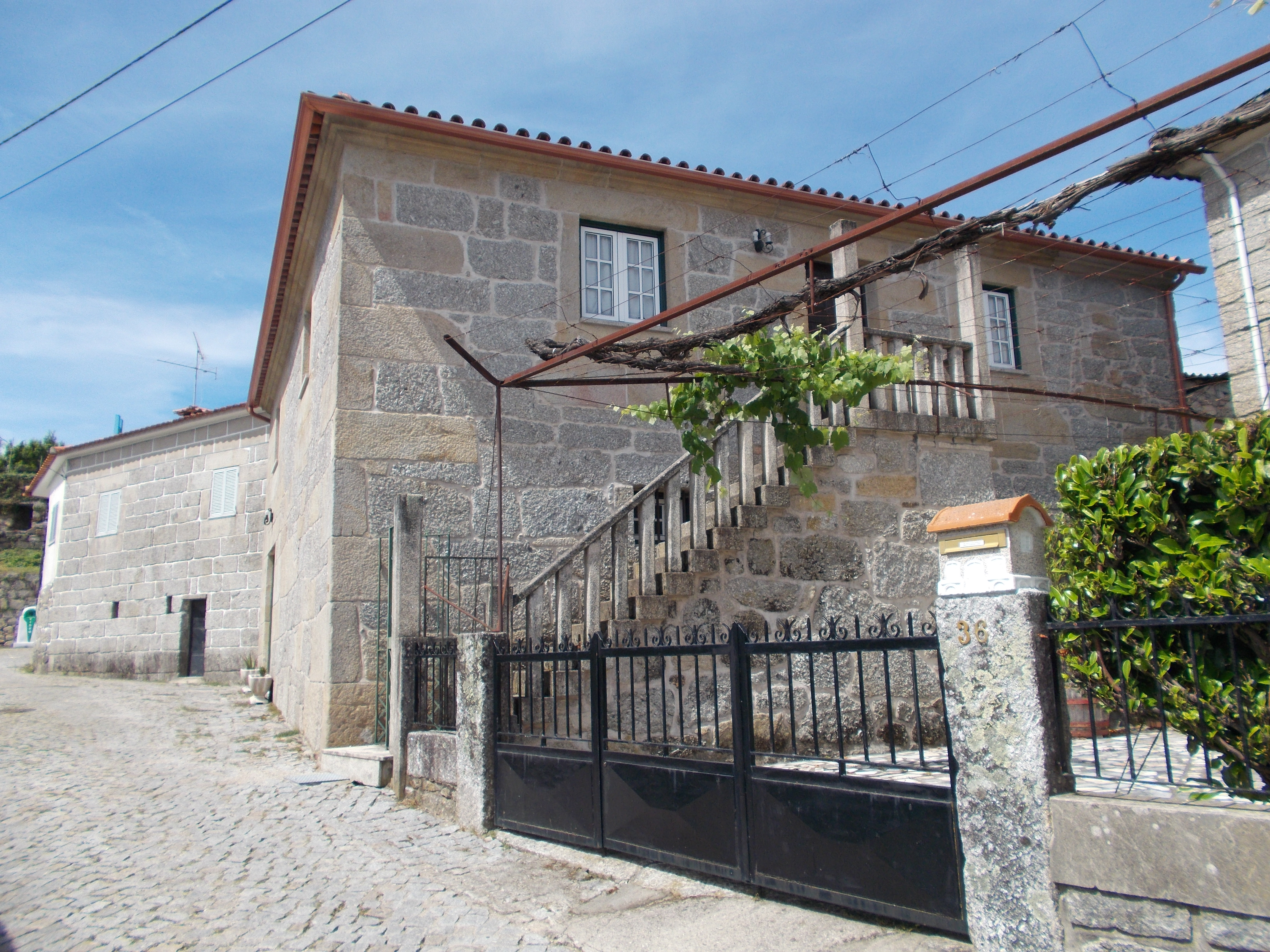
Paço de Lanhoso